# Championnat de Mayotte de football 2018
Navigation
R1 2017 R1 2019
Le championnat de Mayotte de football 2018 ou championnat de Division 1 Régionale est la 28e édition de la compétition. La saison a débuté le 14 avril 2018 et se termine le 27 octobre 2018.

## Participants

### Équipes participantes
| Club                         | Ville         | Classement 2017 |  |
| ---------------------------- | ------------- | --------------- |  |
| AS Rosador                   | Mamoudzou     |                 |  |
| Football Club Mtsapéré       | Mamoudzou     |                 |  |
| ASC Kawéni                   | Mamoudzou     |                 |  |
| FC Majicavo-Koropa           | Koungou       |                 |  |
| AS Jumeaux                   | Bouéni        |                 |  |
| Diables noirs de Combani     | Tsingoni      |                 |  |
| Foudre 2000                  | Dzoumogné     |                 |  |
| Association sportive de Sada | Sada          |                 |  |
| AS Bandraboua                | Bandraboua    |                 |  |
| Étincelles Hamjago           | Mtsamboro     |                 |  |
| ASC Abeilles                 | Mtsamboro     |                 |  |
| UCS Sada                     | Sada          |                 |  |
| Tchanga SC                   | M'Tsangamouji |                 |  |
| FC Sohoa                     | Chiconi       |                 |  |

- Promu

## Compétition

### Classement
Source : Classement officiel sur le site de la FFF.
| Rang | Équipe             | Pts | J  | G  | N  | P  | Bp | Bc | Diff |
| ---- | ------------------ | --- | -- | -- | -- | -- | -- | -- | ---- |
| 1    | FC Mtsapéré T S    | 47  | 24 | 13 | 8  | 3  | 40 | 20 | +20  |
| 2    | Tchanga SC P       | 39  | 24 | 10 | 9  | 5  | 36 | 25 | +11  |
| 3    | Foudre 2000        | 39  | 24 | 12 | 3  | 9  | 32 | 23 | +9   |
| 4    | AS Jumeaux         | 37  | 24 | 10 | 7  | 7  | 42 | 35 | +7   |
| 5    | AS Rosador         | 36  | 24 | 10 | 6  | 8  | 32 | 27 | +5   |
| 6    | UCS Sada P         | 35  | 24 | 10 | 5  | 9  | 32 | 34 | -2   |
| 7    | Diables noirs      | 34  | 24 | 9  | 7  | 8  | 41 | 31 | +10  |
| 8    | ASC Kawéni         | 30  | 24 | 7  | 9  | 8  | 40 | 42 | -2   |
| 9    | ASC Abeilles       | 29  | 24 | 7  | 8  | 9  | 21 | 31 | -10  |
| 10   | FC Majicavo-Koropa | 27  | 24 | 6  | 9  | 9  | 30 | 34 | -4   |
| 11   | AS Sada            | 26  | 24 | 6  | 8  | 10 | 28 | 38 | -10  |
| 12   | FC Sohoa P         | 23  | 24 | 4  | 11 | 9  | 12 | 26 | -14  |
| 13   | Étincelles Hamjago | 17  | 24 | 3  | 8  | 13 | 25 | 46 | -21  |

## Bilan de la saison
| Championnat de Mayotte de football 2018   |                       |
| Champion                                  | FC Mtsapéré           |
| Dauphin                                   | Tchanga SC            |
| Coupes et trophées                        |                       |
| Vainqueur de la Coupe de Mayotte 2018     | FC Labattoir          |
| Vainqueur de la Coupe de France régionale | FC Mtsapéré           |
| Vainqueur Supercoupe de Mayotte           | FC Mtsapéré           |
| Qualifications continentales              |                       |
| Promotions et relégations                 |                       |
| Promus en Régionale 1                     | USJ Koungou           |
| Promus en Régionale 1                     | USCP Anteou           |
| Promus en Régionale 1                     | Olympique de Miréréni |
| Relégués en Régionale 2                   | FC Majicavo Koropa    |
| Relégués en Régionale 2                   | AS Sada               |
| Relégués en Régionale 2                   | FC Sohoa              |
| Relégués en Régionale 2                   | Étincelles Hamjago    |